# Leopoldo José Brenes Solórzano

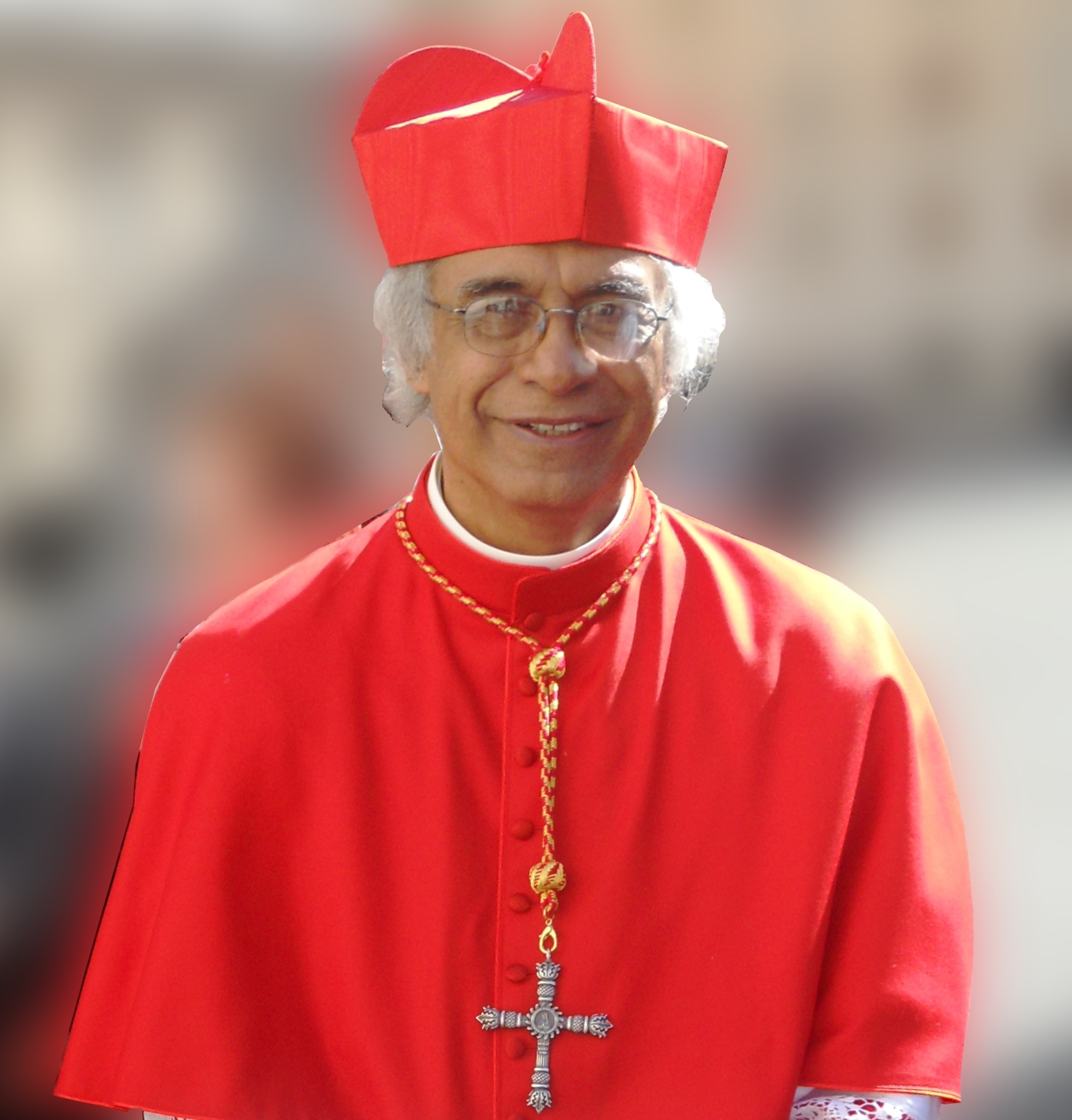
Leopoldo José Kardinal Brenes Solórzano (Februar 2014)

Kardinalswappen

Leopoldo José Kardinal Brenes Solórzano (* 7. März 1949 in Ticuantepe, Nicaragua) ist ein nicaraguanischer Geistlicher und römisch-katholischer Erzbischof von Managua.

## Leben
Leopoldo José Brenes Solórzano studierte Katholische Theologie und Philosophie an den Priesterseminaren von Managua und Mexiko-Stadt. Er erwarb ein Lizenziat im Fach Katholische Theologie an der Päpstlichen Lateranuniversität in Rom. Brenes Solórzano empfing am 16. August 1974 das Sakrament der Priesterweihe. Er war Pfarrer der Pfarreien Tisma, La Asunción und San Pio X in Managua. Anschließend wurde Leopoldo José Brenes Solórzano Bischofsvikar für die Pastoral und stellvertretender Generalvikar des Erzbistums Managua.
Am 13. Februar 1988 ernannte ihn Papst Johannes Paul II. zum Titularbischof von Maturba und zum Weihbischof in Managua. Die Bischofsweihe spendete ihm am 19. März desselben Jahres der Erzbischof von Managua, Miguel Kardinal Obando Bravo SDB; Mitkonsekratoren waren der Apostolische Nuntius in Nicaragua, Erzbischof Paolo Giglio, und der Erzbischof von San Salvador, Arturo Rivera y Damas SDB.
Leopoldo José Brenes Solórzano wurde am 2. November 1991 zum Bischof von Matagalpa ernannt. Am 1. April 2005 berief ihn Papst Johannes Paul II. zum Erzbischof von Managua.
Papst Benedikt XVI. ernannte Brenes Solórzano am 8. Oktober 2009 zum Mitglied der Päpstlichen Kommission für Lateinamerika. Papst Franziskus bestätigte die Ernennung am 15. Januar 2014.
Im feierlichen Konsistorium vom 22. Februar 2014 nahm ihn Papst Franziskus als Kardinalpriester mit der Titelkirche San Gioacchino ai Prati di Castello in das Kardinalskollegium auf. Am 22. Mai 2014 berief er ihn in den Päpstlichen Rat für Gerechtigkeit und Frieden.